# Université Ambrose-Alli
Pour les articles homonymes, voir AAU.

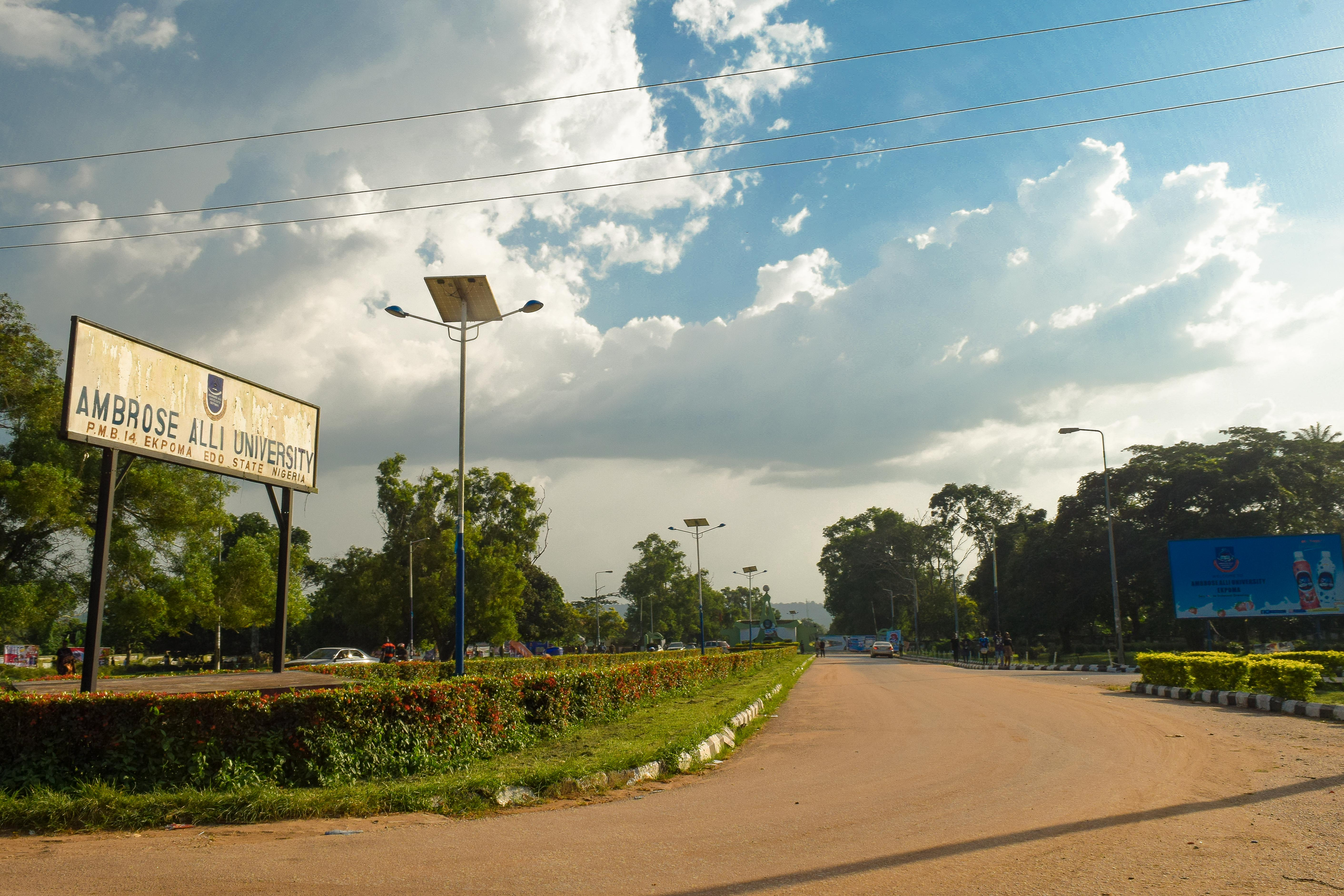

L'université Ambrose-Alli (en anglais : Ambrose Alli University ; AAU) est une université nigériane créée en 1981. Elle a été créée par le gouverneur de l’État de Bendel (actuellement État d'Edo et État du Delta), le professeur Ambrose Folorunsho Alli (en) (1979-1983). D'abord connue sous le nom de Bendel State University, puis d'Edo State University, elle a ensuite été changée en son nom actuel en commémoration du professeur Alli. Elle est accréditée et reconnue par la Commission nationale des universités (NUC). L'institution numérise actuellement ses opérations à un niveau de classe mondiale d'ici 2020, dans le but d'en faire la meilleure université d'État du Nigéria.
Le vice-chancelier actuel est Ignatius A. Onimawo (en),. AAU est aujourd'hui réputé pour son déploiement et son application unique des technologies de l'information et des communications (TIC) dans tous les aspects de la gestion quotidienne de l'institution. Le prof. Onimawo a insufflé un nouveau modèle de cours et d'examen à l'université.

## Facultés
- Faculté d'agriculture
- Faculté d'arts
- Faculté des sciences de la communication
- Faculté d'éducation
- Faculté de génie et de technologie
- Faculté d'études environnementales
- Faculté de droit
- Faculté des sciences de la vie
- Faculté des sciences de gestion
- Faculté des sciences de laboratoire médical
- Faculté des sciences physiques
- Faculté des sciences sociales
- Collège de médecine 
  - Faculté des sciences médicales de base
  - Faculté des sciences cliniques[6]

## Anciens étudiants notables
- Alibaba Akpobome (en), comédien nigérian populaire.
- Benedict Ayade (en), gouverneur de l'État de Cross River.
- Aisha Buhari (en), Première Dame du Nigéria et épouse de l'actuel président, Muhammadu Buhari [7].
- Tony Elumelu, président Heirs Holdings. Investisseur, philanthrope et entrepreneur nigérian prospère.
- Don Jazzy, chanteur.
- Festus Keyamo (en), avocat, socialiste, critique, chroniqueur et militant des droits de l'homme.
- Samuel Oboh (en), architecte canadien et président de la section albertaine de l'Institut royal d'architecture du Canada (IRAC).
- Omawumi, chanteuse[8]
- Peggy Ovire (en), actrice nigériane.
- Pasteur Chris Oyakhilome, fondateur de Christ Embassy.